# Бамба
Бамба (івр. במבה) — популярні в Ізраїлі хрусткі ласощі з арахісу, подібні кукурудзяним паличок. Виробляється в Ізраїлі корпорацією «Осем» в місті Холон. Бамба є однєю із провідних закусок, які виробляються та продаються в Ізраїлі. Вони продаються з 1964 року без зниження продажів. Бамба займає 25 % ізраїльського ринку снеків.
Подібні продукти інших вітчизняних виробників — «Парпар» (Телма, з 2000 р. дочірнє підприємство Unilever) і «Шуш» (Штраус-Еліт). «Осем» назвав закуску «Бамба», тому що вона звучала як дитяча розмова.

## Огляд
Бамба виготовляється з кукурудзи зі смаком арахісового масла. Бамба не містить консервантів або харчових барвників, збагачена кількома вітамінами, містить велику кількість жиру та солі. Енергетичний вміст становить 160 калорій на 28 грамів. Бамба сертифікована як кошерна компанія Badatz Jerusale. The Washington Post описує це як «Cheez Doodles без сиру». 

## Загальні відомості
Бамба відноситься до снеків. Її не слід вживати людям з алергією на арахіс. Популярна також в Європі та Америці.

## Виробництво
Кукурудзяна крупа «вискакує» під високим тиском, перетворюючи її на довгі рядки білої, роздутої, без смаку бамби. Лінії нарізають на шматочки, а потім переміщують у сушильну камеру, де вони випікаються на повітрі протягом 20 секунд, що надає їм хрустку текстуру. В кінці додається арахісове масло, привезене з Аргентини. Робітник стоїть на сходинці над барабанами, що обертаються, і наливає глечик рідкого арахісового масла в кожну з місткостей. Коли барабани обертаються, шматочки покриваються. Гаряча Бамба потім переміщується по конвеєрній стрічці для охолодження перед пакуванням.

## Варіації
У 1964 році Бамбу випробували зі смаком сиру, але він виявився непопулярним і був припинений. «Осем» швидко змінив тактику і випустив Bamba з різними смаками, включно зі смаком кукурудзи, грилю, кмину та арахісового масла, які стали основою Bamba.
Нині Osem також виробляє бамбу зі смаком полуниці (офіційно називається «Солодка бамба» івритом: במבה מתוקה та неофіційно «Червоний бамба» на івриті: במבה אדומ, замість цього має круглу форму, а замість цього червоний колір. Спочатку він був пофарбований штучним червоним барвником, який згодом замінили буряком.
У 2008 році Osem представила новий смак бамби, наповнений нугою, вироблений на заводі Osem в Сдероті. Група Nestlé, власник контрольного пакета акцій Osem, вважає це одним із великих успіхів Nestlé в Ізраїлі.
У 2010 році компанія Osem представила бамбу з начинкою з халвою та шоколадом, а у 2013 році — «бамбу з начинкою з бамби» (бамба з арахісовою пастою). 
У 2014 році компанія Osem представила спеціальний випуск бамби та інших популярних закусок. Біслі в тому ж синьому упакуванні під назвою «Bissli-Bamba Mix», інше видання «Mix» включало біслі зі смаком цибулі, упаковане в зелене пакування. У 2015 році на ринок були представлені пакетики Bamba bomba по 60 г, а також Bamba зі смаком Banana Punch. У 2016 році компанія представила «круглу бамбу» розміру та форми, а також мініверсію закуски Bamba під назвою «Bambini». 
На Пурим 2017 р. «Осем» представив крендель у формі Бамби, а до літа того ж року — крем зі смаком карамельного печива наповнив Бамбу. Бамба з кавою з льодом з'явилася у 2018 році, а взимку 2019 року «Осем» представила як Бамбу з кремом для капучино, так і бамбу з шоколадом.
Ще в 1963 році компанія Bahlsen випустила в Німеччині продукт, дуже схожий на класичну бамбу під назвою «Erdnussflips» (арахісові лепешки), де він залишається основною закускою.
У 2017 році Trader Joe's почав пропонувати Bamba під своєю приватною маркою, імпортований з Osem в Ізраїлі.